# Bus-la-Mésière
Bus-la-Mésière est une commune française située dans le département de la Somme en région Hauts-de-France.

## Géographie

### Localisation
Bus-la-Mésière est un village picard situé au sein de la région naturelle du Santerre et du pays de l'Amiénois, limitrophe de l'Oise.
À vol d'oiseau, la localité est située à 9 km au sud-ouest de Roye, 10 km à l'est de Montdidier, 26 km au nord-ouest de Compiègne, 41 km au sud-est d'Amiens et à 50 km au nord-est de Beauvais.
Le territoire de la commune est limitrophe de ceux de six communes.
Les communes limitrophes sont Boulogne-la-Grasse, Conchy-les-Pots, Dancourt-Popincourt, Fescamps, Grivillers et Tilloloy.

### Hydrographie
La commune est située dans le bassin Artois-Picardie. Elle n'est drainée par aucun cours d'eau.

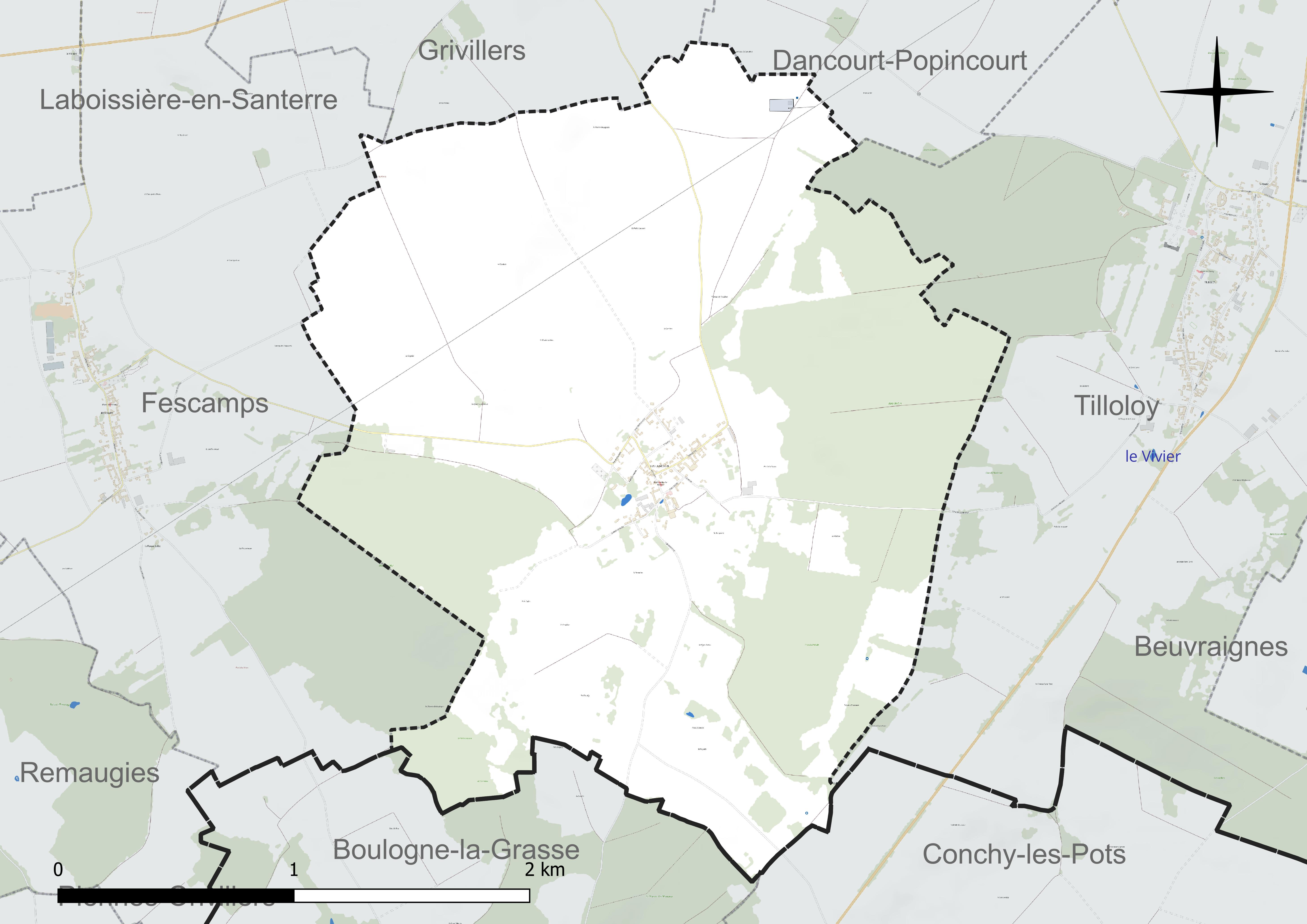
Réseau hydrographique de Bus-la-Mésière.

### Climat
Pour des articles plus généraux, voir Climat des Hauts-de-France et Climat de la Somme.
En 2010, le climat de la commune est de type climat océanique dégradé des plaines du Centre et du Nord, selon une étude du CNRS s'appuyant sur une série de données couvrant la période 1971-2000. En 2020, Météo-France publie une typologie des climats de la France métropolitaine dans laquelle la commune est exposée à un climat océanique et est dans la région climatique Nord-est du bassin Parisien, caractérisée par un ensoleillement médiocre, une pluviométrie moyenne régulièrement répartie au cours de l'année et un hiver froid (3 °C).
Pour la période 1971-2000, la température annuelle moyenne est de 10,3 °C, avec une amplitude thermique annuelle de 14,2 °C. Le cumul annuel moyen de précipitations est de 697 mm, avec 11,4 jours de précipitations en janvier et 8,4 jours en juillet. Pour la période 1991-2020, la température moyenne annuelle observée sur la station météorologique la plus proche, située sur la commune de Godenvillers à 13 km à vol d'oiseau, est de 11,1 °C et le cumul annuel moyen de précipitations est de 701,9 mm,. Pour l'avenir, les paramètres climatiques de la commune estimés pour 2050 selon différents scénarios d'émission de gaz à effet de serre sont consultables sur un site dédié publié par Météo-France en novembre 2022.

## Urbanisme

### Typologie
Au 1er janvier 2024, Bus-la-Mésière est catégorisée commune rurale à habitat dispersé, selon la nouvelle grille communale de densité à sept niveaux définie par l'Insee en 2022.
Elle est située hors unité urbaine et hors attraction des villes,.

### Occupation des sols
L'occupation des sols de la commune, telle qu'elle ressort de la base de données européenne d'occupation biophysique des sols Corine Land Cover (CLC), est marquée par l'importance des territoires agricoles (62,4 % en 2018), en diminution par rapport à 1990 (63,2 %). La répartition détaillée en 2018 est la suivante : 
terres arables (51,3 %), forêts (33,7 %), prairies (9,5 %), zones urbanisées (4 %), zones agricoles hétérogènes (1,6 %). L'évolution de l'occupation des sols de la commune et de ses infrastructures peut être observée sur les différentes représentations cartographiques du territoire : la carte de Cassini (XVIIIe siècle), la carte d'état-major (1820-1866) et les cartes ou photos aériennes de l'IGN pour la période actuelle (1950 à aujourd'hui).

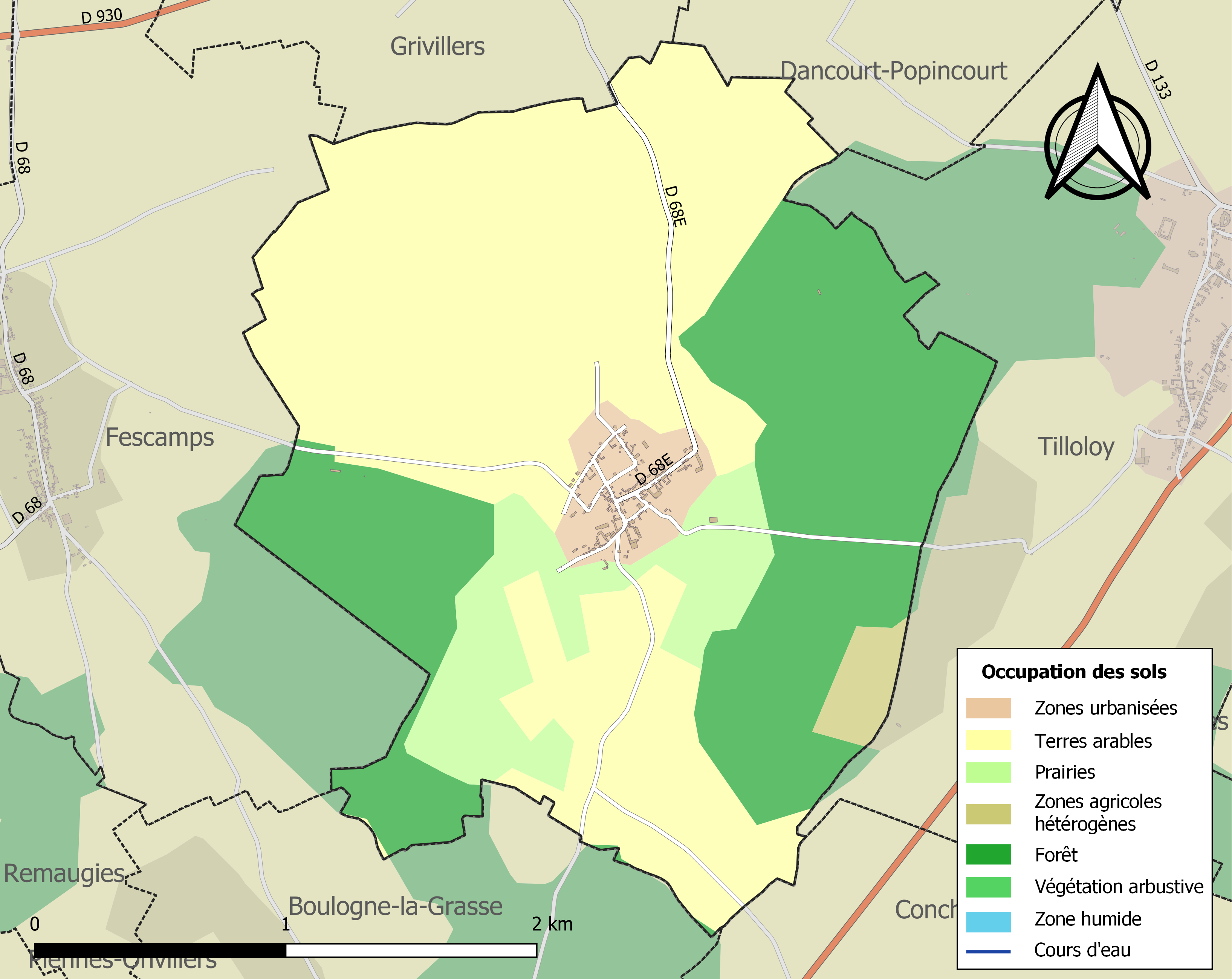
Carte des infrastructures et de l'occupation des sols de la commune en 2018 (CLC).

## Toponymie
Le nom de la localité est attesté sous les formes Buscus en 1050 ; Bus en 1183 ; Buscum en 1263 ; But en 1760 ; Le Bus en 1778.
Bus est issu du gallo-romain boscu (terme bas-latin boscus, d'origine germanique, qui a donné le français bois). Cependant, la forme actuelle de Bus peut impliquer une confusion avec un autre terme d'origine germanique busku- de sens proche,  « fourré », qui a dû signifier « terrain couvert de fourrés , de buissons ».
L'abbé Martin-Val racontait jadis que « du haut de la montagne de Boulogne-la-Grasse (156 m), on apercevait Bus, lové entre les bois d'Audermes et du Marotin ». Dans la Somme, on prononçait « Bou » en patois, pour désigner le bois (« défrétchir èl bordur d'éch bou ») d'où peut-être l'origine du mot « Bus » qu'on prononce aujourd'hui « Bu », en insistant sur le « u ».
Mézières-le-Bus est un hameau, attesté sous les formes Maceriæ ; Mazeriæ ; Mezier en 1757 ; Mezier le Bus en 1678 ; Mezieres-lez-Bus en 1636 ; Mésière-les-Bus en 1775, aujourd'hui disparu.
Le toponyme Mézières est issu du latin maceria qui signifie « murs de pierres ». Au fil des siècles, on l'utilisa pour désigner les « bâtiments en ruine », notamment les villages gallo-romains abandonnés, à la suite des invasions barbares.

## Politique et administration
| Période                                  | Période                    | Identité                          | Étiquette | Qualité     |
| ---------------------------------------- | -------------------------- | --------------------------------- | --------- | ----------- |
| Les données manquantes sont à compléter. |                            |                                   |           |             |
|                                          | 1900                       | Claude Emiland Bonnin             |           |             |
| 1900                                     |                            | Octave François Alexandre Deflers |           |             |
| Les données manquantes sont à compléter. |                            |                                   |           |             |
| 1995                                     | 2008                       | Jean-Paul Dely                    |           |             |
| mars 2008                                | mai 2020                   | Jean-Marie Crespel                |           |             |
| mai 2020                                 | En cours (au 17 août 2025) | Guillaume Barbier                 |           | Agriculteur |

## Démographie
L'évolution du nombre d'habitants est connue à travers les recensements de la population effectués dans la commune depuis 1793. Pour les communes de moins de 10 000 habitants, une enquête de recensement portant sur toute la population est réalisée tous les cinq ans, les populations de référence des années intermédiaires étant quant à elles estimées par interpolation ou extrapolation. Pour la commune, le premier recensement exhaustif entrant dans le cadre du nouveau dispositif a été réalisé en 2004.

En 2022, la commune comptait 142 habitants, en évolution de −19,77 % par rapport à 2016 (Somme : −1,26 %, France hors Mayotte : +2,11 %).
| 1793 | 1800 | 1806 | 1821 | 1831 | 1836 | 1841 | 1846 | 1851 |
| ---- | ---- | ---- | ---- | ---- | ---- | ---- | ---- | ---- |
| 314  | 295  | 350  | 329  | 361  | 318  | 306  | 341  | 321  |

| 1856 | 1861 | 1866 | 1872 | 1876 | 1881 | 1886 | 1891 | 1896 |
| ---- | ---- | ---- | ---- | ---- | ---- | ---- | ---- | ---- |
| 283  | 275  | 267  | 245  | 236  | 215  | 228  | 226  | 216  |

| 1901 | 1906 | 1911 | 1921 | 1926 | 1931 | 1936 | 1946 | 1954 |
| ---- | ---- | ---- | ---- | ---- | ---- | ---- | ---- | ---- |
| 225  | 233  | 208  | 123  | 183  | 140  | 135  | 104  | 114  |

| 1962 | 1968 | 1975 | 1982 | 1990 | 1999 | 2004 | 2006 | 2009 |
| ---- | ---- | ---- | ---- | ---- | ---- | ---- | ---- | ---- |
| 106  | 109  | 94   | 104  | 102  | 120  | 127  | 132  | 148  |

| 2014 | 2019 | 2022 | - | - | - | - | - | - |
| ---- | ---- | ---- | - | - | - | - | - | - |
| 167  | 148  | 142  | - | - | - | - | - | - |

## Culture locale et patrimoine

### Lieux et monuments
- Église Saint-Pierre.

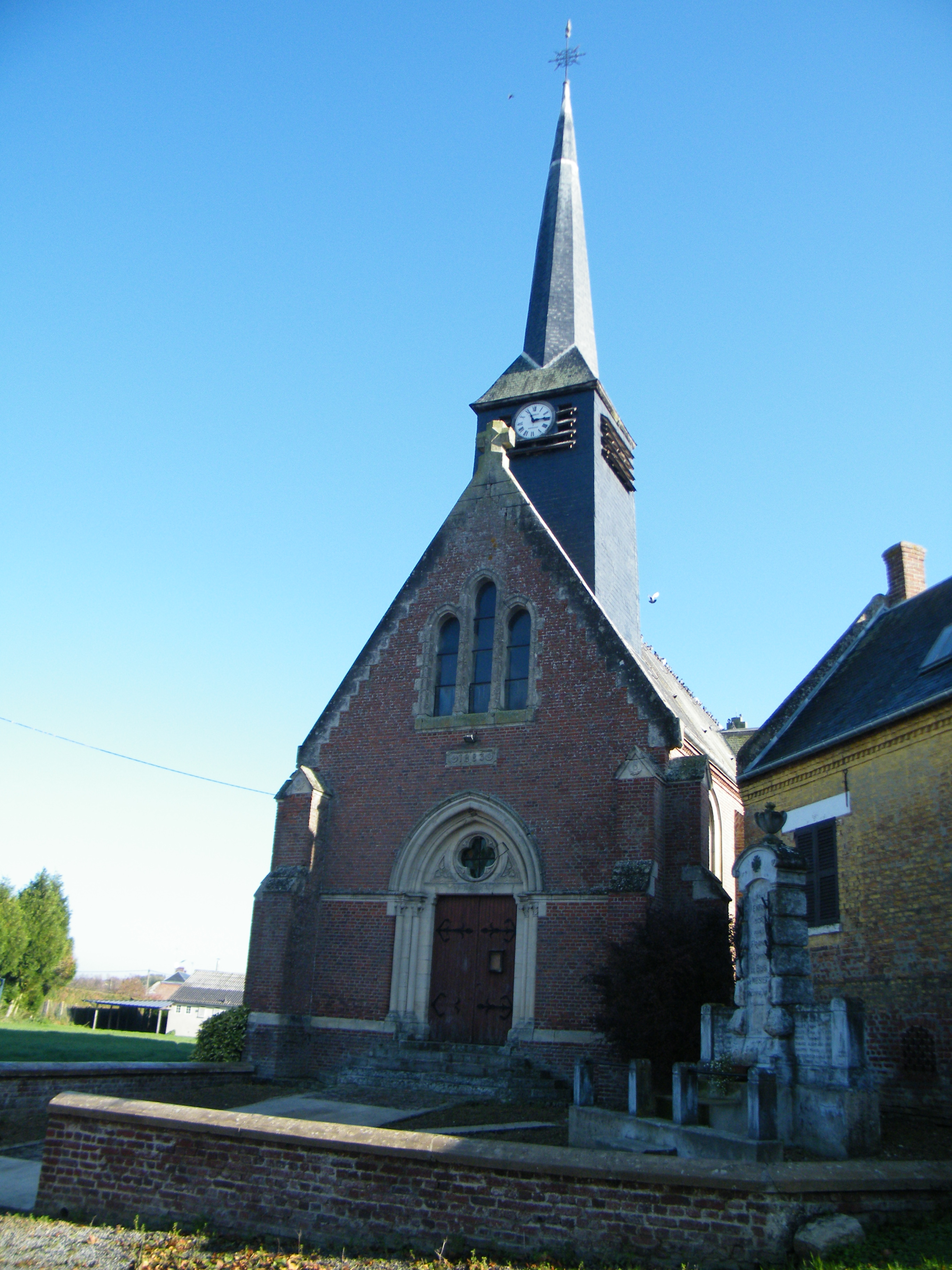
L'église Saint-Pierre.
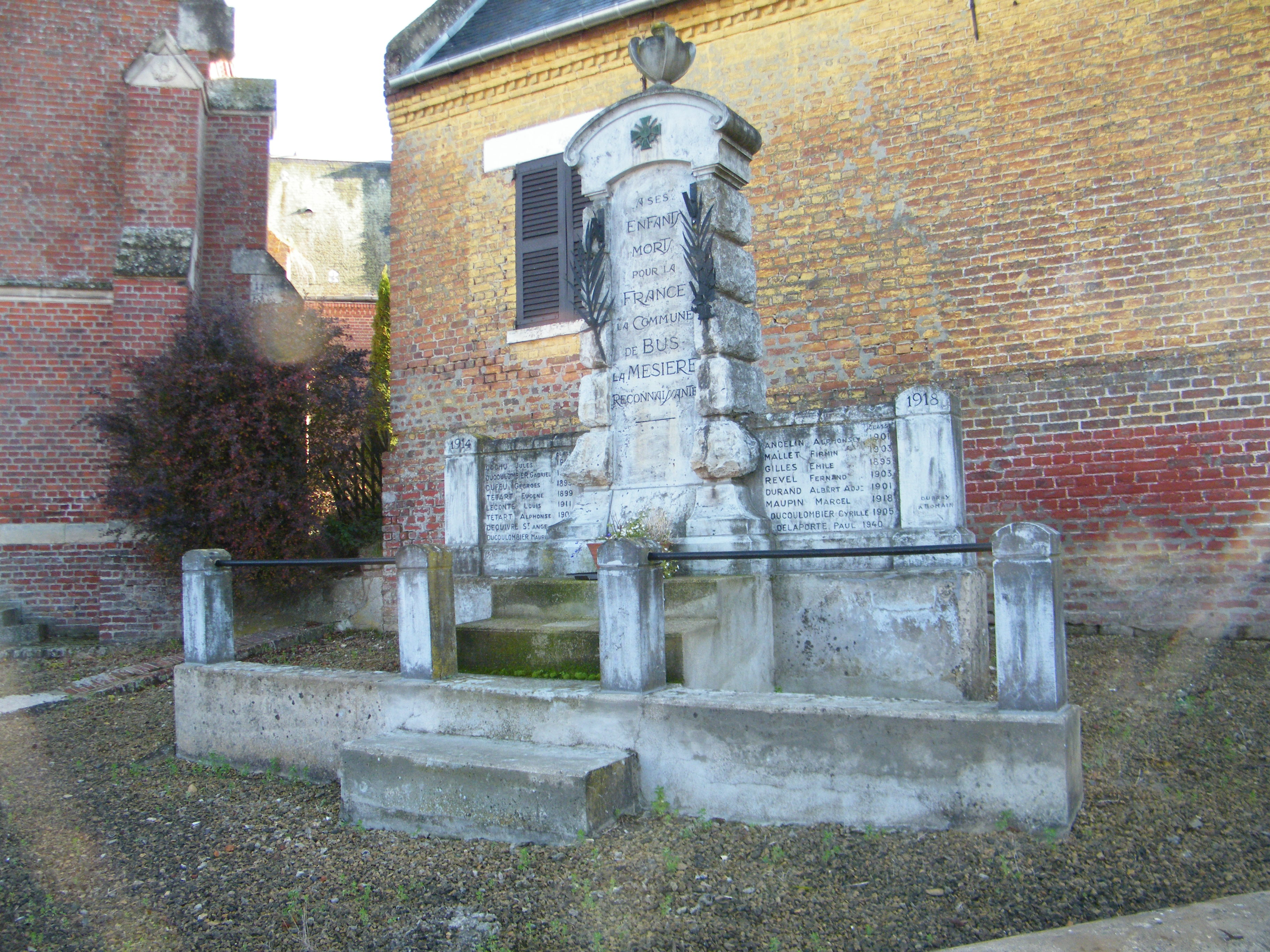
Monument aux morts.
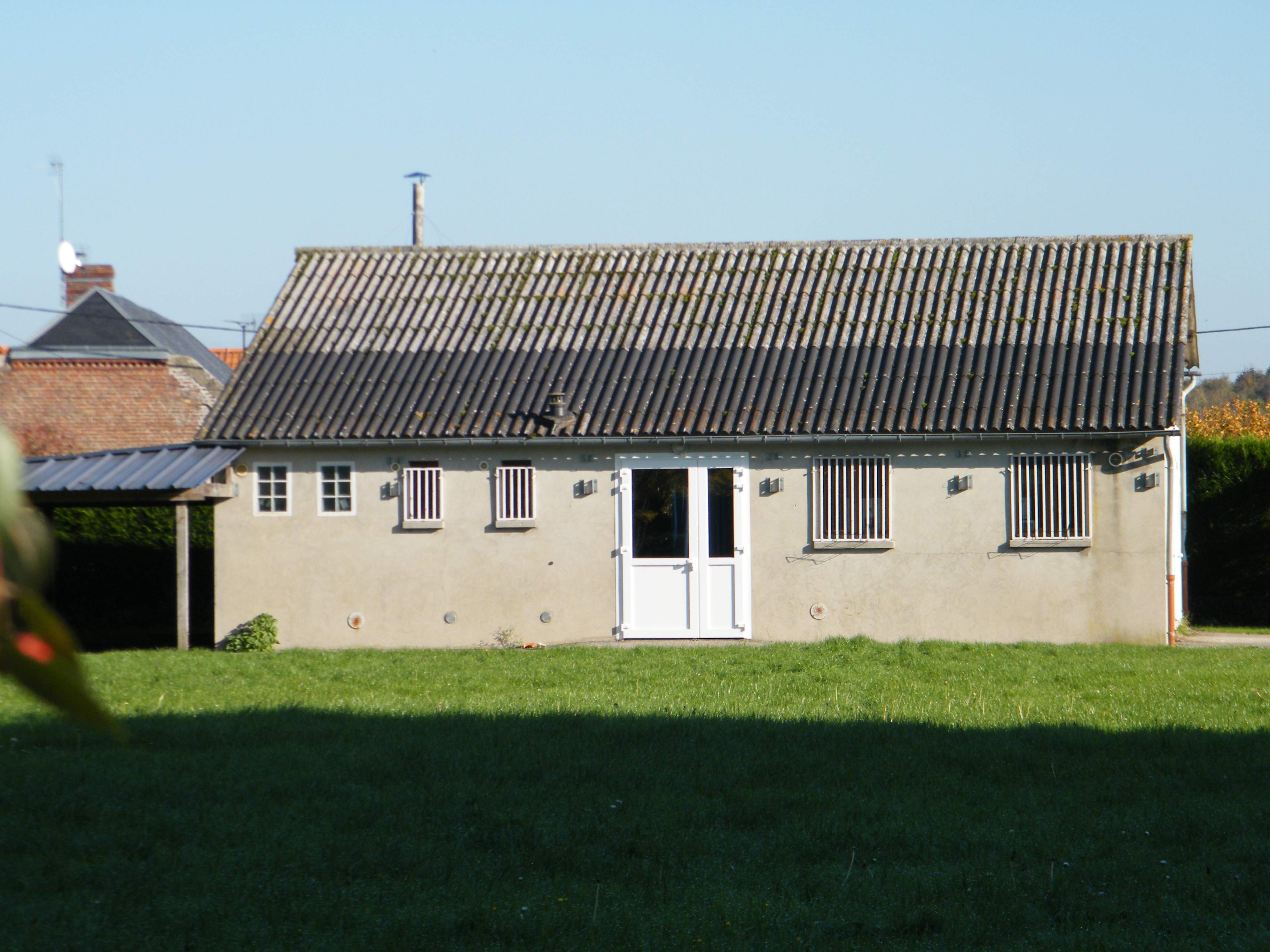
Salle des fêtes.
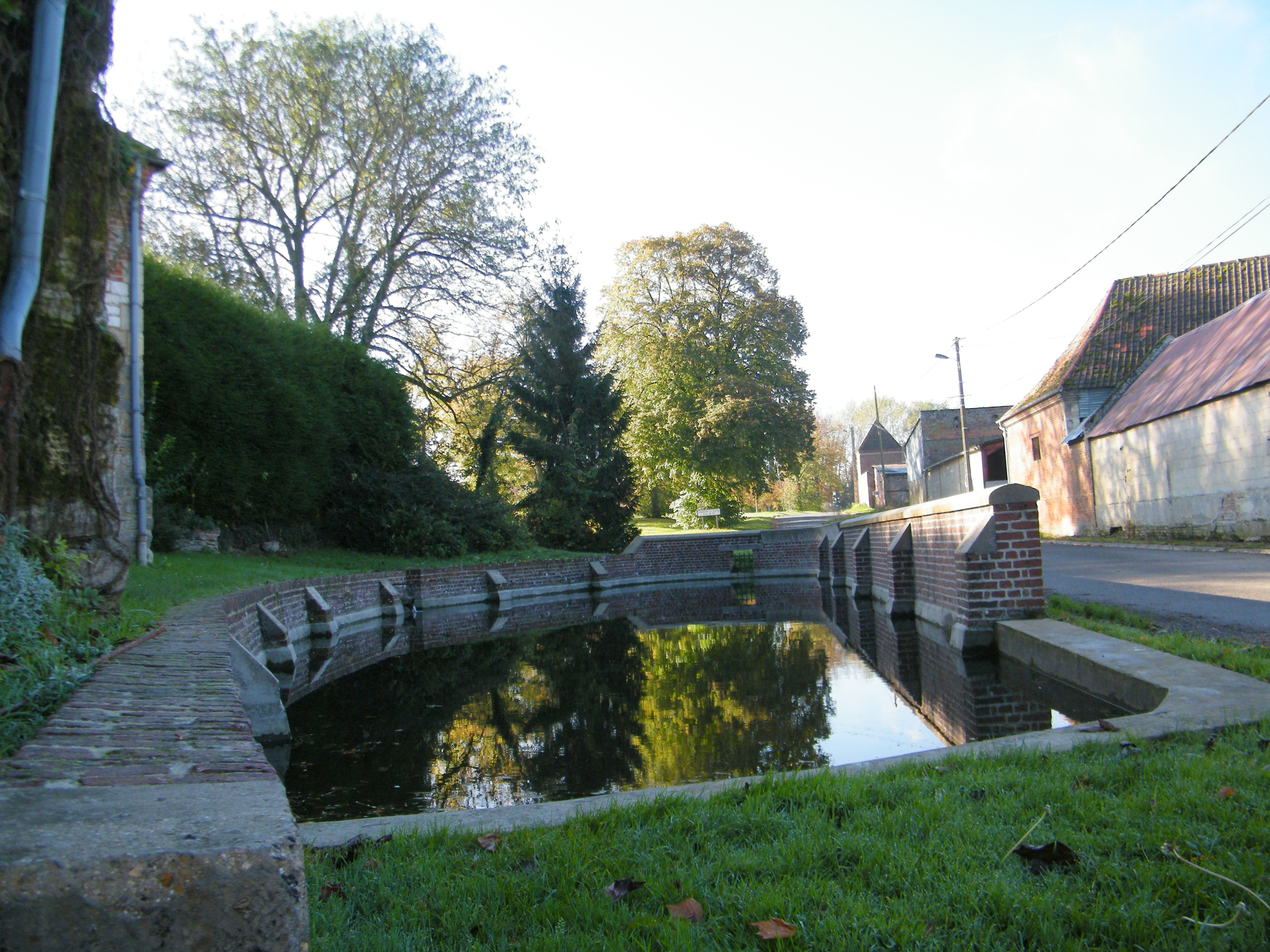
Mare communale.

### Héraldique
| Blason de Bus-la-Mésière | Blason  | D'or à deux lions de gueules, lampassés d'azur, adossés et passés en sautoir, les queues passées en double sautoir, tenant chacun entre leurs pattes antérieures une clé d'azur. |
| Blason de Bus-la-Mésière | Détails | Le blason de la commune associe les deux lions adossés et entrelacés des armes des Desfossez (ou Des Fossez, Desfossés), derniers seigneurs du lieu, avec les deux clefs de saint Pierre qui symbolisent l'abbaye Saint-Pierre de Corbie, qui possédait la plus grande partie des terres de Bus. Adopté le 12 février 2024. |